# Замка за птице
„Замка за птице” је југословенски ТВ филм из 1991. године. Режирао га је Ибрахим Гановић који је написао и сценарио.

## Улоге
| Глумац            | Улога      |
| ----------------- | ---------- |
| Јосип Пејаковић   | Мауро      |
| Зоран Бечић       | Абел       |
| Етела Пардо       | Марија     |
| Миленко Горановић | Психијатар |